# Örsholmen
Örsholmen är en stadsdel i Karlstad. Den ligger på en ö vid Klarälvens östra strand och utgörs huvudsakligen av industriområden.
Örsholmen var tidigare namnet på ett hemman på ön. Första delen av området planlades som ett rutnät i slutet av 1960-talet runt den ännu kvarvarande Örsholmens gård och ett industrispår anlades. Den övervägande delen av bebyggelsen i området är från 1970- och 1980-talen, men den har  successivt förtätats i söder där de flesta anläggningarna är från slutet av 1980-talet/mitten av 1990-talet.